# Държава Ланди
Държава Ланди (на италиански: Stato Landi) е стара италианска държава, съществувала от 1257 до 1682 г. Тя взима името си от едноименното семейство Ланди, което я управлява. В нея влизат Маркграфство Барди, Княжество Борготаро, Графство Компиано и Баронство Пиеве ди Бедония в днешния италиански регион Емилия-Романя.

## Феодална класификация
Топографите от 17 век идентифицират в картите с това име онази северозападна част на Апенините, включваща долините на реките Чено и Таро. Семейство Ланди от Пиаченца управлява тези територии от 1257 до 1682 г. През 1551 г. император Карл V ги изброява сред посредническите имперски феоди, а Уставът от 1599 г. официално ги определя като „Държава на имперските феоди Ланди“. Андреа Дория Ланди III, който е наследник на княгиня Мария Полисена Ланди – последната представителка на своя род, отстъпва през 1682 г. княжествата на херцога на Парма и Пиаченца Ранучо II Фарнезе в замяна на 124 714 дуката.
Съвкупността от феодални владения, принадлежащи на една и съща династия по гореспоменатия начин, се среща и в други случаи като Държавата на Палавичино (Маркграфства Бусето и Кортемаджоре), Държавата Роси, Държавата Боромео и Държавата Фиески.

## История
Първите територии, които впоследствие съставляват първоначалното ядро на Държава Ланди, принадлежат на епархията на Пиаченца: Палавичино ги превземат през 1251 г. Шест години по-късно, на 19 март, гибелинът Убертино Ланди (потомък на Симоне, жив през 1207 г.) завладява феода. Значително нарастналото владение се управлява от наследниците на Убертино в продължение на 425 години. През 1312 г. император Хайнрих VII Люксембургски инвестира Уберто с Борготаро, Барди и Компиано.
Уберто Ланди възстановява и укрепва замъците в Барди и в Компиано, като ги избира за резиденции на рода. Впоследствие двете крепости имат не само военна, но и благородническа функция. Друго имение, обитавано от по-нататъшен клон на семейството, е това на Ривалта (днешно подселище на село Гадзола), обитаемо и пазещо своя разкош и през 21 век.
През 1381 г. херцогът на Милано Джан Галеацо Висконти потвърждава пълната автономия на териториите на Убертино II. След период на господство на Висконти (1429 – 1448), на 22 октомври 1551 г. императорът и крал на Испания Карл V предоставя на Агостино I ранг на маркиз на Барди, Имперски княз и княз на Борготаро. Синът му Манфредо наследява Графство Компиано и Баронство Пиеве от майка си Джулия.
Владетелят на Хабсбургите също така дава позволение за сечене на пари и в периода 1590 – 1630 г. монетните дворове на Барди и Компиано извършват интензивна дейност под управлението на Федерико (II). Той успява да се противопостави на експанзионистичните намерения на херцозите на Парма от рода Фарнезе, украсява крепостта на Барди и се погрижва за интересите на своите поданици и държавата: испанският крал Фелипе III го номинира за Рицар на Златното руно – една от най-търсените почести на времето. Тъй като той няма мъжки наследници от съпругата си Плачидия Спинола, през 1627 г. император Фердинанд II Хабсбург дава разрешение за онаследяване на дъщеря му Мария Полисена – последната от рода. Тя се омъжва за Джовани Андреа II Дория – княз на Мелфи, маркиз на Торилия и граф на Лоано. Принцесата допринася за украсяването на замъка на Барди, особено за създаването на богатата му библиотека. Тя умира на 26 февруари 1679 г. в Генуа, но според нейното завещание е погребана в криптата на Дория в манастира Монте Кармело в Лоано.
През 1682 г. наследникът Андреа III Дория Ланди продава Държава Ланди на Фарнезе. Тя скоро следва съдбата на Херцогството Парма и Пиаченца, характеризираща се с художествен и социален упадък.

## Суверени на Държава Ланди (1312 – 1682)
| Титла       | Име                              | Период      | Брак и бележки |
| Сеньор      | Убертино I Ланди                 | 1312 – 1314 | Катерина Бекария сеньор на Барди, Борготаро и Компиано |
| Сеньор      | Манфредо I                       | 1314 – 1341 | София Ланди |
| Сеньор      | Убертино II                      | 1341 – 1405 | Беатриче Ланди |
| Граф        | Галвано                          | 1405 – 1429 | Костанца Дзанарди Ланди, Маргарита Маласпина; 1-ви граф на Барди, инвеститура от Филипо Мария Висконти; 1429 – 1448 г.: конфискация на феоди от страна на херцозите на Милано |
| Граф        | Манфредо II                      | 1448 – 1488 | Маргарита Ангуисола, Антония Фиески; 1-ви граф на Борготаро |
| Граф        | Федерико (I)                     | 1488 – 1516 | Катерина Палавичино; управлява с братята си Помпео и Корадо |
| Граф        | Клаудио (I)                      | 1516 – 1536 | Беатриче Палавичино, Елеонора Пико ди Конкордия |
| Маркиз Княз | Агостино I                       | 1536 – 1556 | Джулия Ланди, сеньора на Компиано; 1-ви княз на Борготаро и на S.R.O., 1-ви маркиз на Барди                                                                                   |
| Княз        | Манфредо I                       | 1556 – 1576 | Джована Фернандес де Кордоба и Арагон; 1-ви граф на Компиано и барон на Пиеве                                                                                                 |
| Княз        | Клаудио (II)                     | 1576 – 1589 | Джована Фернандес де Кордоба и Арагон |
| Княз        | Федерико (II)                    | 1589 – 1633 | Плачидия Спинола |
| Княгиня     | Мария Полисена                   | 1633 – 1679 | Джовани Андреа II Дория, княз на Мелфи; последна представителка на рода Ланди                                                                                                 |
| Княз        | Джовани Андреа (III) Дория Ланди | 1679 – 1682 | Ана Памфили; внук на Мария Полисена, продава феодите на баба си на семейство Фарнезе                                                                                          |

## Галерия
- Селище и замък на Барди
- Замък на Барди (Паоло Монти, 1976)
- Селище и замък на Компиано